# Pseudotolna leucomelas
Pseudotolna leucomelas is een vlinder van de familie van de visstaartjes (Nolidae). De wetenschappelijke naam van deze soort is voor het eerst voorgesteld door Max Gaede in een publicatie uit 1939.
De soort komt voor in Kameroen.